# Setge de Rouen
El Setge de Rouen fou un dels episodis de la guerra dels cent anys.

## Antecedents
El 9 d'abril de 1413 era coronat Enric V d'Anglaterra, i va intentar deixar enrere la guerra que havia portat el seu pare al tron, tornant a enterrar honorablement Ricard II d'Anglaterra, i retornant els títols i les terres als que havien sofert durant el regnat del seu pare. Aprofitant la inestabilitat mental de Carles VI de França, i les constants lluites entre els ducs de Borgonya i d'Orleans, centrà la seva atenció a reclamar els drets als territoris francesos que considerava que li pertanyien.
Enric salpà cap a França l'11 d'agost de 1415, conquerint Harfleur el 22 de setembre però patint moltes baixes, es retirà a Calais, sent atrapats el 25 d'octubre a les planes properes a la vila d'Agincourt per un exèrcit francès força més nombrós, però sortint victoriós a la batalla. Va aconseguir el domini naval del Canal expulsant els aliats genovesos de França. Rebé la visita de l'emperador Segimon, que volia persuadir Enric de deixar enrere les seves pretensionsperò quan marxà d'Anglaterra havia signat un tractat reconeixent les demandes angleses a França.

## El setge
Els francesos estaven paralitzats per les disputes entre borgonyons i armanyacs, i Enric V d'Anglaterra va aprofitar-se'n iniciant una nova campanya a gran escala el 1417, sortint de Southampton conquerint ràpidament la Baixa Normandia amb el Setge de Cherbourg i va posant setge a Rouen, que s'havia fortificat el 1415, convertint-se en la més formidable defensa que els invasors havien trobat. Quan els anglesos arribaren el 30 de juliol de 1418 es trobaren una muralla amb moltes torres, defensades cada una amb tres bombardes en la part alta i set canons en la part baixa, a més d'un exèrcit de ballesters liderats per Alain Blanchard, segon del comandant general Guy Le Bouteiller.
Com els anglesos no disposaven de prou efectius per assaltar la ciutat, es va optar per fer rendir la ciutat per fam, construint una trinxera al voltant de la muralla. L'octubre les condicions ja eren prou dolentes i la guarnició va expulsar els pobres i als refugiats, a qui els anglesos no deixaven passar, de manera que morien de fam i fred en terra de ningú. Després de comprovar que la guarnició de Caudebec no els ajudaria i que Carles VI de França i el armagnacs no estaven en condicions de socórrer la ciutat perquè el Sena estava bloquejat riu amunt prenent Louviers i Pont de l'Arche, es van fer diverses incursions fallides per la guarnició francesa.
Es van iniciar les negociacions per la rendició en any nou però després de vuit dies en què els enviats Rouen no van obtenir les condicions desitjades, els habitants van decidir destruir la seva ciutat, però finalment Enric V va accedir a les condicions i els francesos es rendiren el 20 de gener de 1419.

## Conseqüències
Enric V d'Anglaterra va establir la seva residència al castell senyorial de Rouen i a l'agost els anglesos ja es trobaven a les portes de París. La situació entre els francesos era tan inestable que Enric va aconseguir després de sis mesos de negociació que firmessin el Tractat de Troyes, que el reconeixia com a hereu i regent de França. El 2 de juny de 1420 va refermar la seva posició casant-se amb la filla del rei francès Caterina de Valois. Uns mesos després Enric tornà a Anglaterra.